# Hidalgo County (New Mexico)
Hidalgo County ist ein County im Bundesstaat New Mexico der Vereinigten Staaten. Hier leben 4.894 Menschen. Der Verwaltungssitz (County Seat) ist Lordsburg.

## Geographie
Das County hat eine Fläche von 8.925 Quadratkilometern; davon ist 1 Quadratkilometer Wasserfläche. Das County grenzt im Uhrzeigersinn an die Countys: Grant County, Luna County, Chihuahua (Bundesstaat, Mexiko), Sonora (Bundesstaat, Mexiko), Cochise County (Arizona) und Greenlee County (Arizona).

## Geschichte
24 Bauwerke und Stätten des Countys sind im National Register of Historic Places eingetragen (Stand 17. Februar 2018).

## Demografische Daten

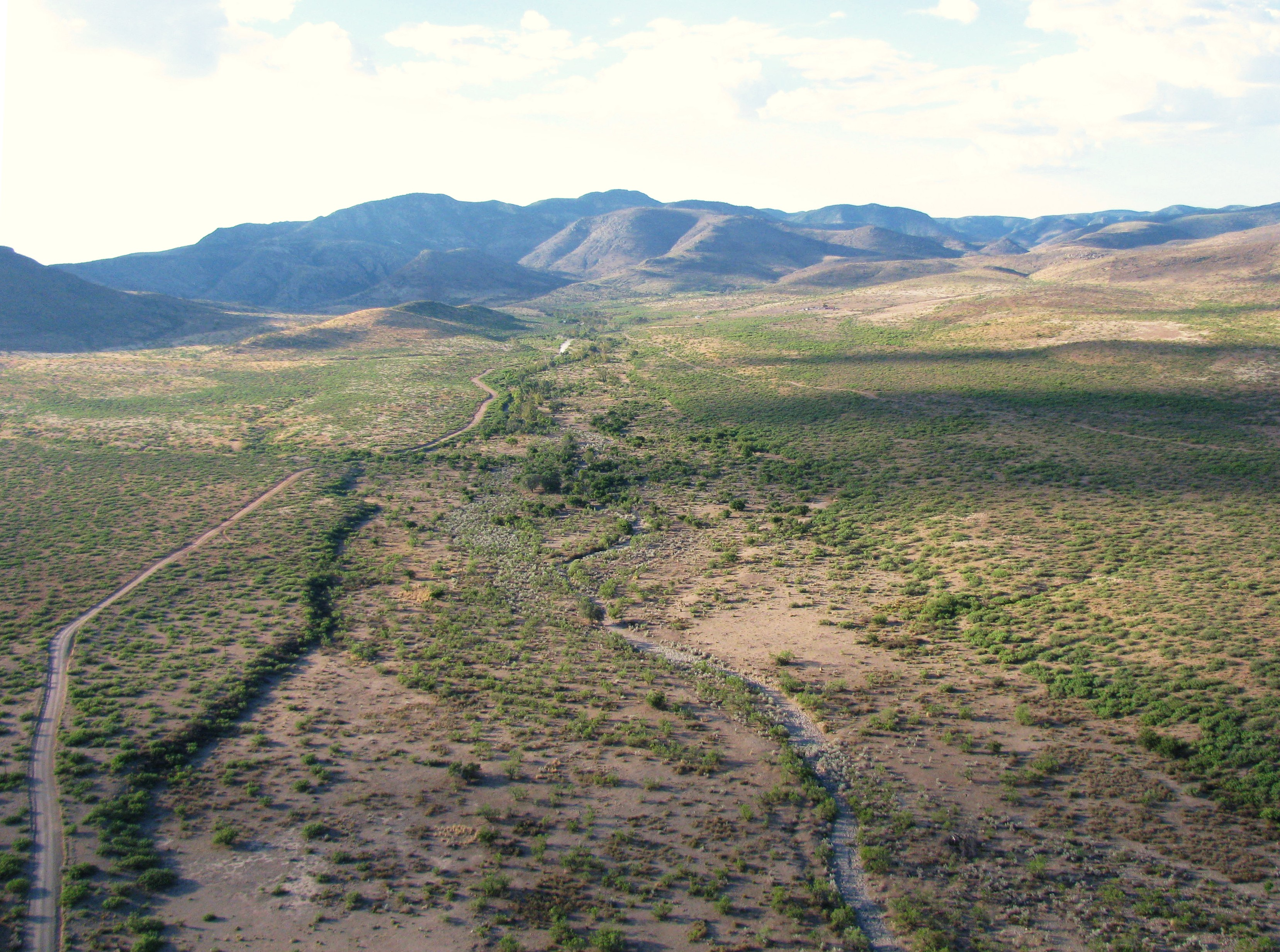
Der Skeleton Canyon

Nach der Volkszählung im Jahr 2000 lebten im County 5.932 Menschen. Es gab 2.152 Haushalte und 1.542 Familien. Die Bevölkerungsdichte betrug 1 Einwohner pro Quadratkilometer. Ethnisch betrachtet setzte sich die Bevölkerung zusammen aus 83,8 % Weißen, 0,4 % Afroamerikanern, 0,8 % amerikanischen Ureinwohnern, 0,3 % Asiaten und 11,9 % aus anderen ethnischen Gruppen; 2,9 % stammten von zwei oder mehr ethnischen Gruppen ab. 56,0 % der Bevölkerung waren spanischer oder lateinamerikanischer Abstammung.
Von den 2.152 Haushalten hatten 37,5 % Kinder und Jugendliche unter 18 Jahre, die bei ihnen lebten. 53,8 % waren verheiratete, zusammenlebende Paare, 13,6 % waren allein erziehende Mütter. 28,3 % waren keine Familien. 25,3 % waren Singlehaushalte und in 10,7 % lebten Menschen im Alter von 65 Jahren oder darüber. Die Durchschnittshaushaltsgröße betrug 2,72 und die durchschnittliche Familiengröße lag bei 3,29 Personen.
Auf das gesamte County bezogen setzte sich die Bevölkerung zusammen aus 31,7 % Einwohnern unter 18 Jahren, 7,8 % zwischen 18 und 24 Jahren, 25,2 % zwischen 25 und 44 Jahren, 21,7 % zwischen 45 und 64 Jahren und 13,6 % waren 65 Jahre alt oder darüber. Das Durchschnittsalter betrug 35 Jahre. Auf 100 weibliche Personen kamen 99,6 männliche Personen, auf 100 Frauen im Alter ab 18 Jahren kamen statistisch 97,0 Männer.

Das jährliche Durchschnittseinkommen eines Haushalts betrug 24.819 USD, das Durchschnittseinkommen der Familien betrug 31.552 USD. Männer hatten ein Durchschnittseinkommen von 25.960 USD, Frauen 19.531 USD. Das Prokopfeinkommen betrug 12.431 USD. 27,3 % der Bevölkerung und 23,9 % der Familien lebten unterhalb der Armutsgrenze. 38,9 % davon waren unter 18 Jahre und 17,0 % waren 65 Jahre oder älter.

## Orte im Hidalgo County
Im Hidalgo County liegen zwei Gemeinden, davon eine City und eine Village. Zu Statistikzwecken führt das U.S. Census Bureau sechs Census-designated places, die dem County unterstellt sind und keine Selbstverwaltung besitzen. Diese sind wie die Unincorporated Communities gemeindefreies Gebiet.
| City - Lordsburg | Village - Virden |

Census-designated places (CDP)
| - Animas - Cotton City - Glen Acres | - Playas - Rodeo - Windmill |

Unincorporated Communities
| - Antelope Wells - Mouser Place | - Road Forks - Summit |

Ghost Towns
| - Cloverdale - Steins - Shakespeare - Bramlett | - Valedon - Road Fork - Gary |